# Perzijska književnost
Perzijska književnost postoji već 2500 godina, iako je dosta predislamskih djela izgubljeno. Njeni izvori obuhvaćaju i regije koje su izvan granica današnjeg Irana, jer perzijski jezik je se koristio, a i danas se koristi na raznim područjima Središnje Azije. Na primjer Rumi, jedan od najcjenjenijih perzijskih i islamskih pjesnika, pisao je na perzijskom a živio u gradu Konya, koji je danas dio Turske. Početkom 11. stoljeća, Perzija je vladala velikim djelom središnje i južne Azije, pa perzijska književnost broji i pisce iz dijelova današnjeg Afganistana, Pakistana ili Indije. S druge strane, nije sva perzijska književnost na perzijskom, jer neki tu ubrajaju i djela rođenih Perzijanaca koji su pisali na drugim jezicima poput grčkog ili arapskog.
Neka preživjela djela na starom ili srednjem perzijskom potiču i iz 650 godine pr. Kr. Najveći dio danas postojeće perzijske literature je iz razdoblja nakon islamskog osvajanja Irana, 600-te godine poslije Krista Nakon što su Abasidi došle na vlast (oko 750. godine), perzijski je postao službeni jezik islamskog carstva, a samim tim i islamske književnosti. Perzijanci su pisali i na perzijskom i na arapskom. Perzijski pjesnici poput Sadija, Hafiza, Rumija i Omar Hajama imali su utjecaj na književnost mnogih zemalja.

## Predislamska perzijska književnost
Samo par djela preživjelo je iz doba antičke Perzije. Većina njih su kraljevski spisi kraljevske dinastije Ahemenida, većinom Darija I. (522. – 486. pr. Kr.) i njegovog sina Kserksa. Neka djela sasanidske geografije su preživjela u arapskim prijevodima.
Niti jedan tekst posvećen literarnoj kritici nije preživio iz predislamske Perzije. Ali postoji par Pahčavijevih eseja poput Bab-e edteda’I-ye Kalile va Demne koji se smatraju literarnom kritikom. Neki istraživači su zaključili da su predislamskoj Perziji postojala djela o elokvenciji, kao što je Karvand. Takve knjige nisu preživjele. Postoje i indikacije da je perzijska elita bila upoznata s grčkom retorikom i književnom kritikom.

## Srednjovjekovna perzijska književnost
Iako je za vrijeme abasijskih halifa ova književnost bila u sjeni arapske, vrlo brzo je perzijski postao jezik književnosti središnje Azije.

### Poezija
Dosta djela se pisalo u stihu i s rimom iako nisu imali poetski karakter, na primjer skoro sva djela Ibn Sina se rimuju. S druge strane većina pjesama tog razdoblja pisane su u slavu vladajućih dinastija. Po jednoj dinastiji, Horasani, se razvio i Horasani stil koji se isticao uzvišenim tonom i dikcijom te svojim književnim jezikom. Najpoznatija forma ovog doba su kaside, a vjerojatno najpoznatiji pjesnik kasida je Omar Hajam. 
U 13. stoljeću najpoznatija postaje forma pjesama poznata kao gazel i tada se javlja mistična sufijska poezija. Karakteristike ova poezije su relativno jednostavan jezik, bogata metrika i istaknuta emocionalnost. Ali predmet lirike nije bila žena, nego mladići poput robova, vojnika ili šegrta, što je vjerojatno islamska tendencija odvraćanja misli od tuđih žena prema čistoj ljubavi prijatelja ili junaka. Najznačajniji predstavnik ove forma i stila je Sadijev Bustan. 
U 15. stoljeću indijski stil prevladava u poeziji, a glavni predstavnik je Amir Hosrov Dehlavi.

### Pripovjetka
Tisuću i jedna noć je zbirka pripovijetaka o Šeherzadi koja u nadi da će odgoditi svoju smrt priča zanimljive priče caru Šahrijahu. Mnoge od ovih priča su se razvile dalje i postale popularne, kao recimo Aladin ili Sindbad Moreplovac. Smatra se da su ove pripovijetke ustvari dio stare perzijske usmene književnosti koje su u 8. stoljeću sakupljene u jednu knjigu, a najvjerojatnije je u 9. stoljeću, zbog njihovog povezivanja, ubačena okvirna priča o Šeherzdi.

### Rječnici
Postoji oko 200 leksikografskih djela od kojih najraniji potječu još i iz doba oko 6. stoljeća. Među njima 1645. napisan je perzijsko-latinski rječnik. U Oxfordovom izdanju je 1770. izašao perzijsko-engleski rječnik, a perzijsko-ruski se pojavio 1869.

## Utjecaji perzijske književnosti

### Sufijska književnost
Asrar al-Tavhid od Abusaeid Abolkheira smatra se značajnim djelom perzijske sufijske književnosti. Neki najomiljeniji perzijski pisci bili su sufije. Rumi se smatra i pjesnikom i osnivačem rasprostranjenog sufijskog reda. Njegovu tematika i stil oponašale su mnoge sufije iz svih dijelova svijeta. Mnoga značajna djela mistične sufijske književnosti nisu poezija, među kojima i već spomenuti Asrar al-Tavhid.

### Zapadnjačka književnost
Na zapadu je perzijska književnost bila nepoznata sve do 19. stoljeća. Tek tada je došlo do prevođenja nekoliko srednjovjekovnih perzijskih pisaca, ali njihova djela su ostavila veliki utjecaj na zapadnjačke pjesnike i književnike.

#### Njemačka književnost
Godine 1819. Goethe je objavio zbirku pjesama pod nazivom Zapadno-istočni Divan potpuno inspiriranu prijevodom Hafiza (1326. – 1390.). Njemački filozof Nietzsche napisao je knjigu Tako je govorio Zaratustra (1883. – 1885.) u kojoj se pojavljuje stari perzijski prorok Zoroaster (iz otprilike 1700. g. pr. Kr.)

#### Engleska književnost
Neka djela Firdusijeve Šahname je 1832. objavio James Atkinson, fizičar zaposlen u Britanskoj Istočnoindijskoj kompaniji. Jedno od njih je Matthew Arnold objavio kao ep Rustem i Suhrab. Američki pjesnik Ralph Waldo Emerson je 1876. objavio nekoliko eseja koji se bave perzijskom književnošću. Vjerojatno najpopularniji pisac krajem 19. i početkom 20. stoljeća u Europi bio je Omer Hajam (1048. – 1123.) kojeg je Edward Fitzgerald preveo 1859. U Perziji su Hajama više cijenili kao znanstvenika nego kao pjesnika. Pored Hajama značajan je i Rumi kojeg su preveli mnogi poznati autori, poput A. J. Arberrya. Osim njih dvojice moguće je naći prijevode i Hafiza, Sadia, Nezamija ili Firdusija, dok su ostali pjesnici i njihova djela rijetko prevođeni.

#### Švedska književnost
Tokom 20. stoljeća švedski barun Eric Hermelin preveo je brojna djela klasične Perzije. Preveo je mnoge pjesnike, među kojima se nalaze i Farid al-Din Attar, Rumi, Ferdusi, Omar Hajam, Sadi i Sanai. Posebno ga je privlačila mistična sufijska poezija. U posljednje vrijeme Ashk Dahlén je popularizirao i još neka druga djela perzijske književnosti.

## Suvremena perzijska književnost

### Povijesne prekretnice
Snažna promjena nastupila je u 19. stoljeću na polju perzijske književnosti u Iranu. Početak ove promjene označio je događaj sredinom istog stoljeća, optužba premijera države Amir Kabira da pjesnik laže u svojoj kasidi da bi uveličao kralja. Ovo je bio samo izraz sveopćeg mišljenja velikih pisaca da perzijska književnost treba promjenu i novu vezu s društvenim prilikama u zemlji.
Početkom 20. stoljeća novi načini razmišljanja i filozofski pogledi koji su se naravno odrazili i na književnost doveli su do revolucije u razdoblju od 1906. do 1911. Sada je književnost imala za cilj opisati svijet realistično, onakvim kakav on i jest. Ali Akbar Dehkhoda i Abolqasem Aref su glavni predstavnici ovog razdoblja koji su u poeziju unijeli nove sadržaje i nove forme. Neki kritičari smatraju da je ovaj trend imao za rezultat da se pisci osjećaju kao vođe društva koji su na ovaj način iskušavali mogućnosti i granice društvenih promjena. U ovom razdoblju dolazi i do usvajanja europskih i zapadnjačkih književnih trendova, koji su naravno bili prilagođeni potrebama iranske kulture i društva.
Za najmodernijeg pisca ovog doba smatra se Sadegh Hedajat, koji pisao između dva svjetska rata, i pružio sekularnu kritiku iranskog društva. 
Perzijska književnost u Afganistanu je također pretrpila snažnu promijenu u ovom razdoblju, prvenstveno zbog novih društvenih prilika. Promjenu je donio list Saraj’ul Akhbar kojeg je pokrenuo Mahmud Tarzi nakon što mu je omogućen povratak iz Turske u koju je bio prognan. Iako je ovakakv tip novina postojao i ranije, ovaj list je postavio nove standarde u novinarstvu i u poeziji koja je sada sve više odražavala sliku društva. Poslije su se javili i drugi utjecajni listovi ovog tipa koji su donijeli značajne pisce poput Ghary Abdullaha, Abdul Hagh Beytata i Khalil Ullah Khalilia, Mahmud Farania, Baregh Shafi’ia, Solyman Layegha, Vasef Bakhtaria, Asadullah Habiba, te Latif Nazemia. Na afganistansku književnost su utjecali prvenstveno iranski pisci, ali i europski, među kojima prvenstveno Rusi.
Iste promjene su nastupile i u Tadžikistanu, ali pisci ovog područja su većinom samo imitirali europske trendove. Samo par pisaca se smatra uistinu drugačijim i posebnim, a to su Golrokhsar Safi Eva, Mo'men Ghena'at, Farzaneh Khojandi i Layeq Shir-Ali.

### Kratka priča
Povijesno gledano, kratka priča pisana na perzijskom je prošla kroz tri faze: formativno razdoblje, razdoblje razvoja i razdoblje različitosti. Glavna karakteristika i posebnost poslijeratne perzijske proze u sve tri faze njenog razvoja je posvećenost stilu i tehnici pisanja. Kada je stil u pitanju postoje dva pravca: slijeđenje svakodnevnog neknjiževnog govora ili lirski tonalitet u prozi.

#### Formativno razdoblje
Muhamed Ali Džamalzade (1895. – 1997.) se smatra prvim modernim piscem na perzijskom području. Njegove priče su više orijentirane prema toku radnje nego prema raspoloženju i razvijanju likova. Za razkliku od njega, Sadegh Hedajat (1903. – 1951.), je pisac koji je zapravo donio fundamentalne promijene i uveo modernizam u prozu. Njegove priče su pisane jednostavnim i pomalo lucidnim jezikom, i uključuju razne poglede poput realizma, naturalizma i nadrealističke fantazije, zahvaljujući čemu su se razvili novi modeli u ovoj književnoj vrsti. Eksperimentirao je i s kronologijom toka radnje i s nelinearnom fabulom. Fokus njegovih djela bila je psihološka kompleksnost i ranjivost pojednica. Tematski, najveći utjecaj je imao Bozorg Alavi, koji je slikao ideološki motivirane likove u borbi protiv socijalne nepravde. Sadeq Chubak po ugledu na Williama Faulknera i Ernesta Hemingwaya za svoje likove uzima marginalne članove društva poput uzgajivača golubova, prostitutki ili ovisnika o opijumu. Na ovaj način on čitatelje suočava s događajima kojim su i sami bili svjedoci u svakodnevnom životu ali su odbili razmišljati o njima.

#### Razdoblje razvoja
Ovo razdoblje traje od pobuna 1953. do revolucije 1979., obje godine su označile prekretnicu u političkom smislu. 
Jalal Al-e Ahmad je pisac koji je pisao i u prvom i u drugom razdoblju razvoja perzijske kratke priče. U njegovim pričama se osjeti i povezanost s piscima koloniziranih zemalja. Sve njegove priče odražavaju i njegova politička uvjerenja.
Simin Danešvar je prva značajnija ženska moderna spisateljica. Najpoznatija je po svom romanu Savusun (1969.), ali i njene priče su vrijedne spomena, jer obrađuju socijalnu isključenost perzijske žene iz drušva, ali i komentiraju politička događanja iz ženskog ugla.
Hušang Golširi i Asghar Elahi koristili su dvije glavne tehnike zapadnjačkog modernizma: "lavinu misli" i unutrašnji monolog. U svom eksperimentiranju s novim tehnikama pisanja Golširi koristi "lavinu misli" da bi objasnio i na drugi način prikazao već odavno poznate teorije ili događaje.

#### Razdoblje različitosti
U razdoblju nakon revolucije 1979. svu perzijsku književnost karakterizira dinamično eksperimentiranje s tehnikama naracije, načinom prezentacije fabule, strukturom i izboru slika. Isto kao i ostala moderna književnost, i perzijska iskazuje nesigurnost i sumnje, napetost, paradoks i dileme. Ona govori o početku ali ne i o kraju. Iako postoji već skoro stotinu godina moderna perzijska književnost je još uvijek podložna europskim utjecajima, počevši od "lavine misli" pa do magičnog realizma kojeg je popularizirao Gabriel García Márquez. S druge strane, perzijska proza služi svome narodu kao svjedok teških vremena, ali i kao pokretač promijene.

### Moderna perzijska poezija
Nima Jušidž smatra se osnivačem moderne perzijske poezije. Uveo je značajan broj novih tehnika i formi koje su izdvajale novi način pisanja od starog. Ponudio je i drugačiji pristup klasičnoj poeziji. Njegovo umijeće nije bilo otklanjanje ustaljenog stiha i rime nego se fokusirao na šire strukture koje su bazirane na suvremenom shvaćanju ljudske i društvene egzistencije. Cilj reforme bio je posvetiti poeziju njenom prirodnom identitetu ali pri tome postići i modernu disciplinu lingvističkog izraza. Nima je istovremeno i odbijao mnoge aspekte klasične poezije i zadržao nešto od stare estetike. Međutim najznačajniji njegov doprinos je uvjerenje koje prevladava u čitavoj modernoj eri, da tradicionalni načini pisanja mogu biti reformirani. 
Ahmad Šamlu se još brže kretao u tom pravcu i uveo inovatvna iskustva u modernu perzijsku poeziju. Njegova pjesma pod nazivom Sepid (bijela pjesma) izbjegava pravila Nimove škole i uvodi slobodniju strukturu. Ovime je omogućena veća sloboda povezivanja pjesnika sa svojim emocionalnim korijenima. Do tada se pjesnička vizija mogla izraziti samo općim pojmovima i bila je ograničena formom poetskog izraza. Iako je i Nima napravio prekretnicu po kojoj je bilo moguće prekoračiti ova ograničenja, "poezija Sepida"  ide i dalje izbjegavajući i ograničenja u ritmu. Šamlu je otkrio i unutrašnje karakteristike poezije, prepoznao je i ulogu proze i skrivene muzike jezika. Struktura "poezije Sepida" je prozaična ali ipak ne gubi svoju poetsku distinkciju.
Pjesnikinja Simin Behbahani je Nimin stil prilagodila formi gazel, i tako doprinijela povijesnom razvoju ove klasične perzijske forme. Tradicionalnim vrijednostima dodala je svakodnevne događaje i razgovore te teatralne teme. Eksperimentirala je s tradicionalnim formama perzijske poezije. 
Mehdi Ahavan Sales je prvi koji je na perzijskom pisao slobodnim stihom. Kritičari ga smatraju jednim od najboljih suvremenih perzijskih pisaca. Njegova ambicija je bila uvesti novi način pisanja u perzijsku poeziju.
Forug Farohzad je pjesnikinja značajna po tri stvari. Prvo po tome što je među prvima prihvatila novi, Nimijev način pisanja, onda po tome što je prva žena koja je slikovito izložila privatnu seksualnost iz ženskog pogleda na svijet. I treće, što je svoju književnu ulogu prenijela i eksperimentirala s glumom, slikanjem i snimanjem dokumentarnih filmova.
Perzijsku su književnost na hrvatski prevodili Šemsudin Sarajlić (Ljubljenom biću), Osman Muftić (veleposlanik RH u Iranu) i drugi.

## Vanjske poveznice
Ostali projekti
|  | Zajednički poslužitelj ima još gradiva o temi Perzijska književnost |